# Richard Kirwan
Richard Kirwan, irski kemik, meteorolog in geolog, * 1. avgust 1733, † 22. junij 1812.
Kirwan je bil med letoma 1799 in 1812 predsednik Kraljeve irske akademije.
1. 1 2  data.bnf.fr: platforma za odprte podatke — 2011.
2. ↑  Encyclopædia Britannica
3. ↑  SNAC — 2010.